# Oncorhynchus clarki pleuriticus
Cá hồi sông Colorado (Danh pháp khoa học: Oncorhynchus clarki pleuriticus) là một phân loài của loài cá hồi sông Oncorhynchus clarki thuộc họ cá hồi Salmonidae, chúng chỉ có ở các lưu vực sông Xanh và sông Colorado, nằm ở phía tây của dải phân cách Đại lục địa Continental, chúng được tìm thấy ở các lưu vực sông khác thuộc các phân loài khác.

## Đặc điểm
Trước đây, phân loài này đã được tìm thấy trong các phần của hệ thống thoát nước sông Colorado ở Wyoming, Colorado, Utah, Arizona và New Mexico. Tuy nhiên, ngày nay các nhà khoa học tin rằng loài cá này chiếm 13% phạm vi lịch sử của nó. Phạm vi rộng của cá hồi sông Colorado (Oncorhynchus clarkii pleuriticus). Cá hồi sông Colorado được cho là đã chiếm cứ vùng lưu vực Muddy trên, một nhánh của con sông nhỏ Snake (cuối cùng chảy vào sông Colorado) ở phía nam của hạt Carbon ở Wyoming. 

## Tình trạng
Cá này có thể đã bắt đầu biến mất khỏi vùng thượng lưu Muddy Creek (lạch bùn) vào những năm 1850 do những thay đổi đối với môi trường của du khách, sự ra đời của cá trảng ngựa và các loài khác không phải là loài bản địa và có thể là việc đánh bắt quá mức, gây ảnh hưởng đến đập và môi trường sống phụ thuộc. Sở Cá và Cục Cá Hoa Kỳ phối hợp với Cục Quản lý Đất đai, Khu bảo tồn đã du nhập thành công cá hồi sông Colorado vào lưu vực sông Little Snake. Các nỗ lực bao gồm việc cải thiện môi trường sống và loại bỏ các loài không phải là loài bản địa.